# 伊斯克爾島
62°21′07″S 59°41′15.5″W / 62.35194°S 59.687639°W
伊斯克爾島是南極洲的島嶼，屬於南設得蘭群島中歐諾古爾群島的一部分，長0.38公里、寬0.04公里，該島嶼以保加利亞北面的古鎮命名，現時由南極條約體系管理。

## 外部連結
- Bulgarian Antarctic Gazetteer.（页面存档备份，存于） Antarctic Place-names Commission. (details in Bulgarian, basic data（页面存档备份，存于） in English)